# Valenciennius
Valenciennius is een geslacht van uitgestorven weekdieren uit de klasse van de Gastropoda (slakken).

## Soorten
- Valenciennius altus (Gorjanović-Kramberger, 1901) †
- Valenciennius annulatus (Rousseau, 1842) †
- Valenciennius bonei Hanganu, 1972 †
- Valenciennius brusinae (Gorjanović-Kramberger, 1901) †
- Valenciennius dacicus Pavnotescu, 1990 †
- Valenciennius davitaschvilii Taktakishvili, 1967 †
- Valenciennius densiplicatus (Bogachev, 1931) †
- Valenciennius ellipticus Hanganu, 1961 †
- Valenciennius facetus Taktakishvili, 1967 †
- Valenciennius filipescui Hanganu, 1972 †
- Valenciennius gurianus (Bogachev, 1931) †
- Valenciennius kiseljaki (Gorjanović-Kramberger, 1901) †
- Valenciennius krambergeri (Hoernes, 1901) †
- Valenciennius kujalnicus Taktakishvili, 1962 †
- Valenciennius lutrae Taktakishvili, 1967 †
- Valenciennius metochianus (Pavlović, 1935) †
- Valenciennius obsoletus (Bogachev, 1931) †
- Valenciennius orientalis (Bogachev, 1931) †
- Valenciennius peltus (Brusina, 1878) †
- Valenciennius pflugi Özsayar, 1971 †
- Valenciennius praeannulatus Sukhova, 1955 †
- Valenciennius reussi (Neumayr in Neumayr & Paul, 1875) †
- Valenciennius revolutus (Bogachev, 1931) †
- Valenciennius roumaniensis (Newton, 1905) †
- Valenciennius suchovae Taktakishvili, 1967 †
- Valenciennius syrmicus Stevanović, 1990 †